# Fieldbrook
Fieldbrook (vroeger Bokman's Prairie en Buckman's Prairie) is een kleine plaats (census-designated place) in Humboldt County in de Amerikaanse staat Californië. Fieldbrook ligt zo'n 11 km ten noordnoordoosten van Arcata op een hoogte van 62 meter. In 2010 leefden er 859 mensen.

## Geschiedenis
Fieldbrook was ooit de locatie van een bloeiende houtindustrie, vanwege z'n ligging aan de rand van een dik redwoodbos. Door de teloorgang van die industrie werd Fieldbrook een slaperig plattelandsdorpje. In de laatste vijftien jaar heeft Fieldbrook herwaardering ondergaan door het milde weer en de toenemende aantrekking van de North Coast-regio. Het dorp heeft een lagere school, twee kerken en een general store. Van 1902 tot 1932 had Fieldbrook een postkantoor.

## Politiek
Voor de Senaat van Californië ligt Fieldbrook in het tweede district, dat vertegenwoordigd wordt door de Democraat Noreen Evans. Voor de verkiezing van vertegenwoordigers in het Assembly, valt Fieldbrook binnen het eerste district, dat vertegenwoordigd wordt door de Democraat Wes Chesbro. Voor de verkiezing van Afgevaardigden in het Huis van Afgevaardigden ligt het plaatsje in het eerste congresdistrict. Mike Thompson vertegenwoordigt het district sinds 1999.